# ヨンジェ
ユ・ヨンジェ（ハングル表記：유영재 英語表記：Yoo Young-Jae 漢字表記：劉永才、1994年1月24日 - ）は、韓国の歌手、俳優である。B.A.Pの元メンバー。身長178cm、体重65kg、血液型AB型。

## 来歴
高校生の頃、いくつかの音楽事務所のオーディションを受けた。コミュニケーションに数十ヶ月を費やした後、彼はJYPエンターテインメントの研修生になり、当時のグループでデビューする予定であった。最終的に、「個人的な理由」を理由に1年後にレコード会社を去った。TSエンターテインメントのオーディションを受け、すぐにレーベルと契約した。2012年1月18日にB.A.Pのメンバーとしてデビューした。2019年2月18日にB.A.Pが解散、ヨンジェは解散まで残ったメンバーの一人である。2019年にソロ歌手としてデビューした。

## 人物
家族構成は父、母、兄である。日本語はほぼ通訳なしで会話ができる。学生時代日本語を学んだことがある。日本のライブでメンバーそっちのけで喋りたおす。

## ディスコグラフィー

### EP
- Fancy（2019年）
- O,on（2019年）

## 出演

### テレビドラマ
- 哲仁王后〜俺がクイーン!?（2020年-2021年、tvN） - キム・ファン役
- MIMICUS（2022年、NAVER NOW） - ハン・ユソン役